# Labers
Labers è un distretto del comune di Merano, a carattere prevalentemente agricolo. È situato ad est di Maia Alta, su un declivio al di sopra di Merano, tra i 400 e gli 800 metri sul livello del mare.
Le superfici agricole sono coltivate a vite e melo. Nella frazione sono presenti numerosi alberghi, anche a causa della vicinanza di Castel Trauttmansdorf e del suo Giardino botanico. Molto bella è la cascata del Rio Sinigo (150 metri di salto).

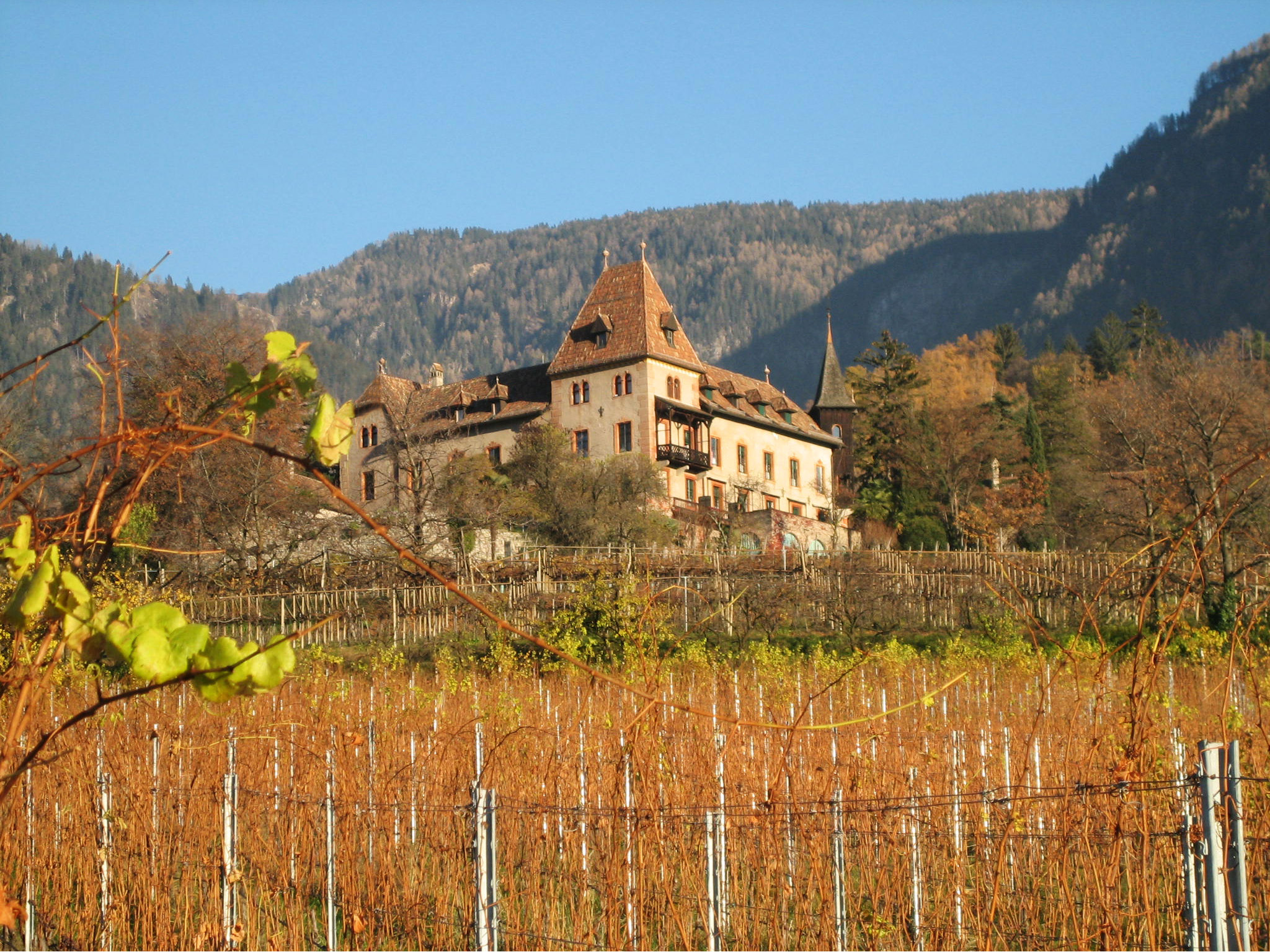
Castel Labers

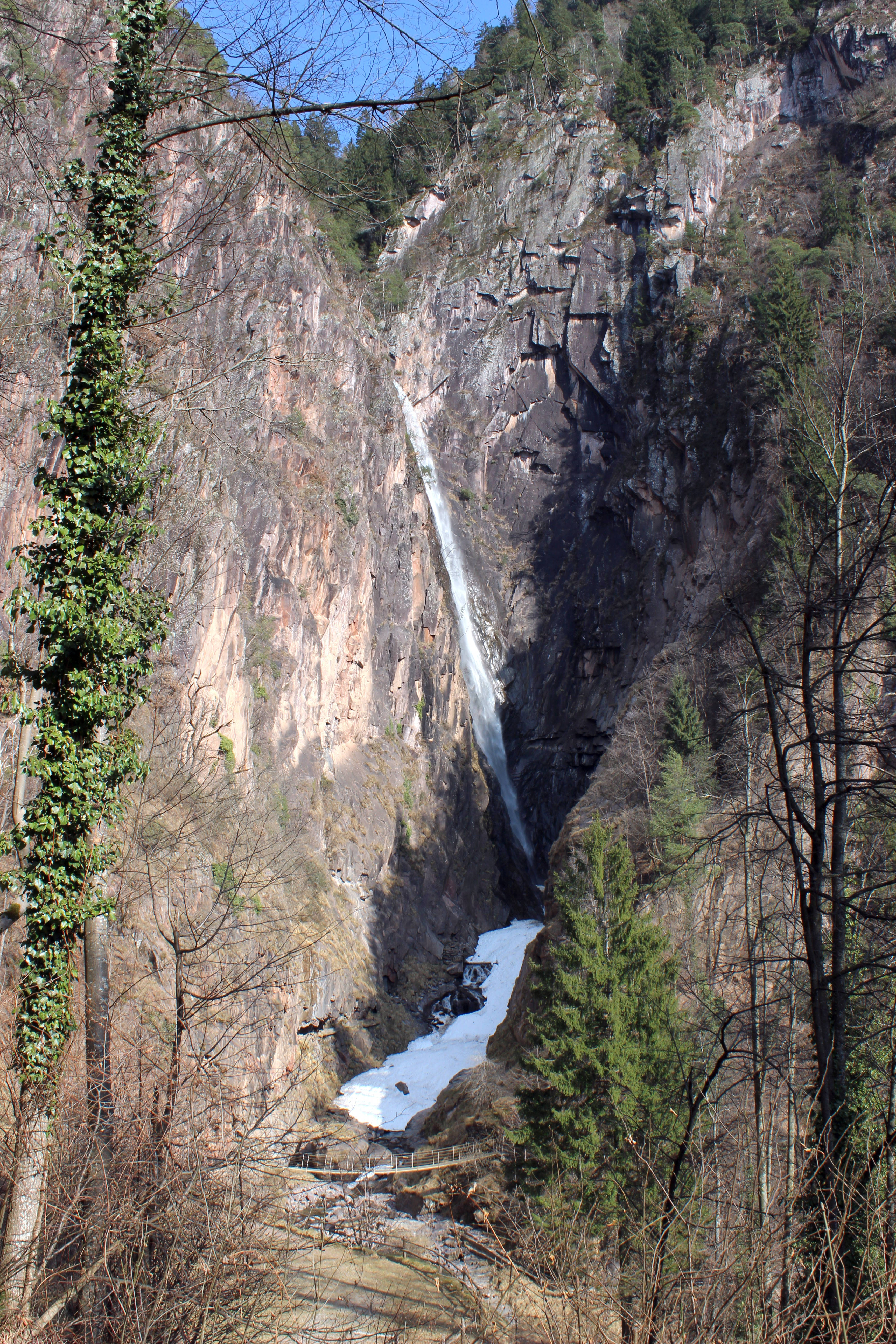
Cascata del Rio Sinigo

I principali monumenti sono:
- Chiesa di San Valentino
- Castel Labers
- Castel Rametz

| Controllo di autorità | GND (DE) 1185124195 |